# ドルニエ Do 28
Do 28
駐機中のDo 28Dスカイサーヴァント D-IBUL号機 (1963年6月撮影)
- 用途：連絡機、救難機、輸送機等
- 分類：多用途機
- 製造者：ドルニエ・フルークツォイクヴェルケ社
- 運用者

  -  ドイツ空軍
  -  ドイツ海軍航空隊
  -  トルコ空軍　ほか
- 初飛行：

  - 1959年4月29日（Do 28A / B）
  - 1966年2月23日（Do 28D）
- 運用状況：現役

Do 28（Dornier Do 28 ）は、西ドイツのドルニエ社（後のDASAドルニエ、フェアチャイルド・ドルニエ）で開発され、ドイツ連邦空軍やドイツ連邦海軍航空隊、など各国で連絡等多用途任務に運用されている、短距離離着陸双発多用途機。
A型、B型、D型がある。D型の愛称である「スカイサーヴァント (Skyservant)」は「空の奉仕者」の意。

## 設計と開発
Do 28は1950年代末に単発のDo 27から開発された。この機体は片持ち式高翼配置と揚力増大装置はDo 27と共通で6名の乗客が乗れる後部胴体をもっていた。
新しい設計の最もはっきりした特徴は、他では見られない2基のライカミング エンジンが前部胴体の両サイドの短いパイロンに整形された主車輪のショックアブソーバーと共に取り付けられていることであった。

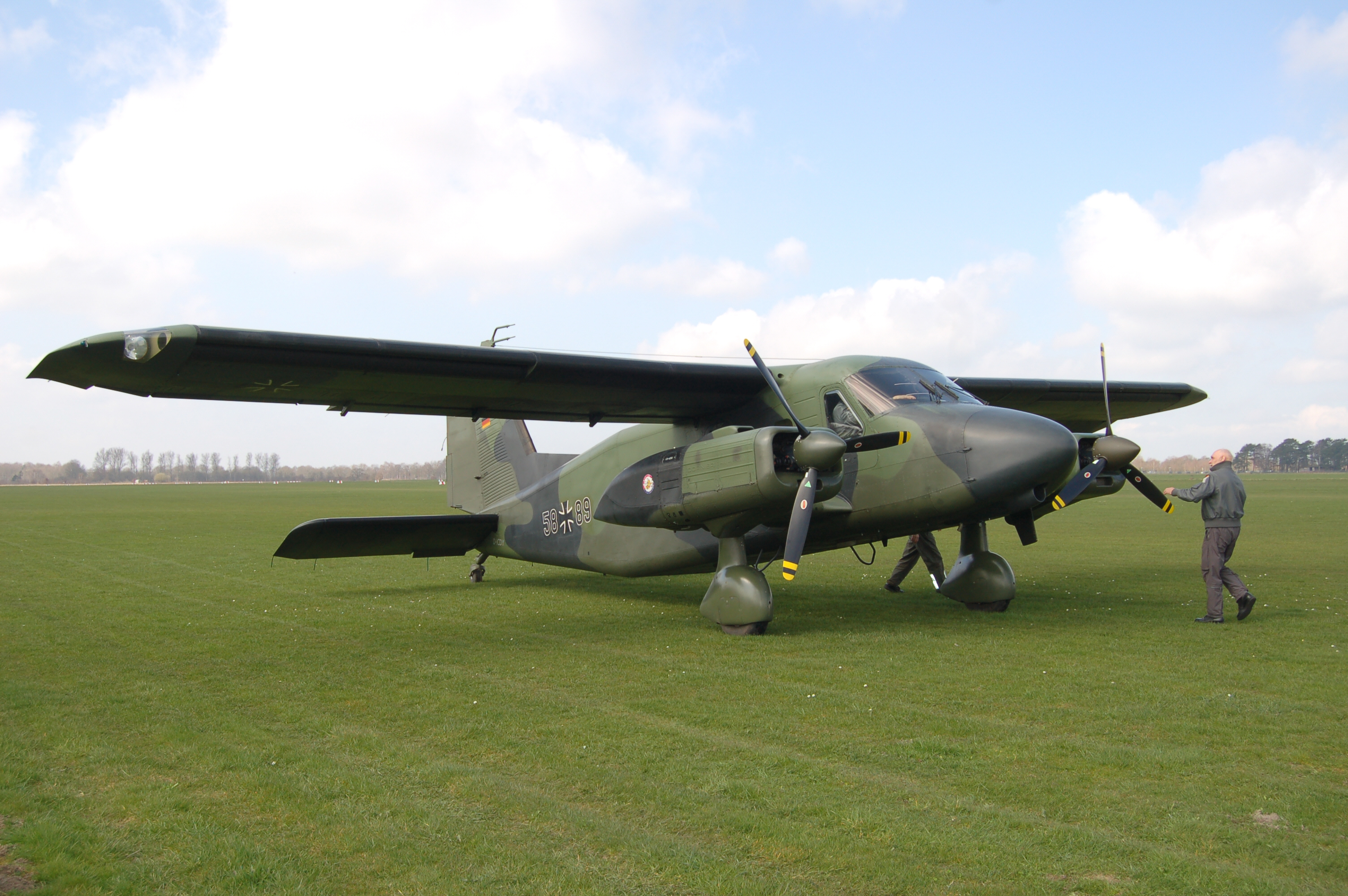
ドルニエ Do 28D

初期のDo 28の胴体内部容積はDo 27と同じであり、ドルニエは最大13名の乗客を運べるより大型のSTOL輸送機を開発するために西ドイツ政府から財政援助を受けた。この型の名称はDo 28Dとなり後にスカイサーバントと命名された。Do 28Dは完全に再設計され、初期モデルからは基本レイアウトと翼構造のみを踏襲していた。胴体とエンジンナセルの断面はDo 28A/Bの円形とは異なり長方形になった。この機の開発の目的は悪条件下での使用のために簡単で丈夫かつ整備の容易な機体にすることであった。乗員として2名の操縦士とキャビンには最大13名の乗客が搭乗可能で、貨物は大きな2枚ドアから搬入出でき、座席を外せば26.3 m2 (283 sq ft)の突出部の無いスペースが確保できた。Do 28Dの初飛行は1966年2月23日に行われた。

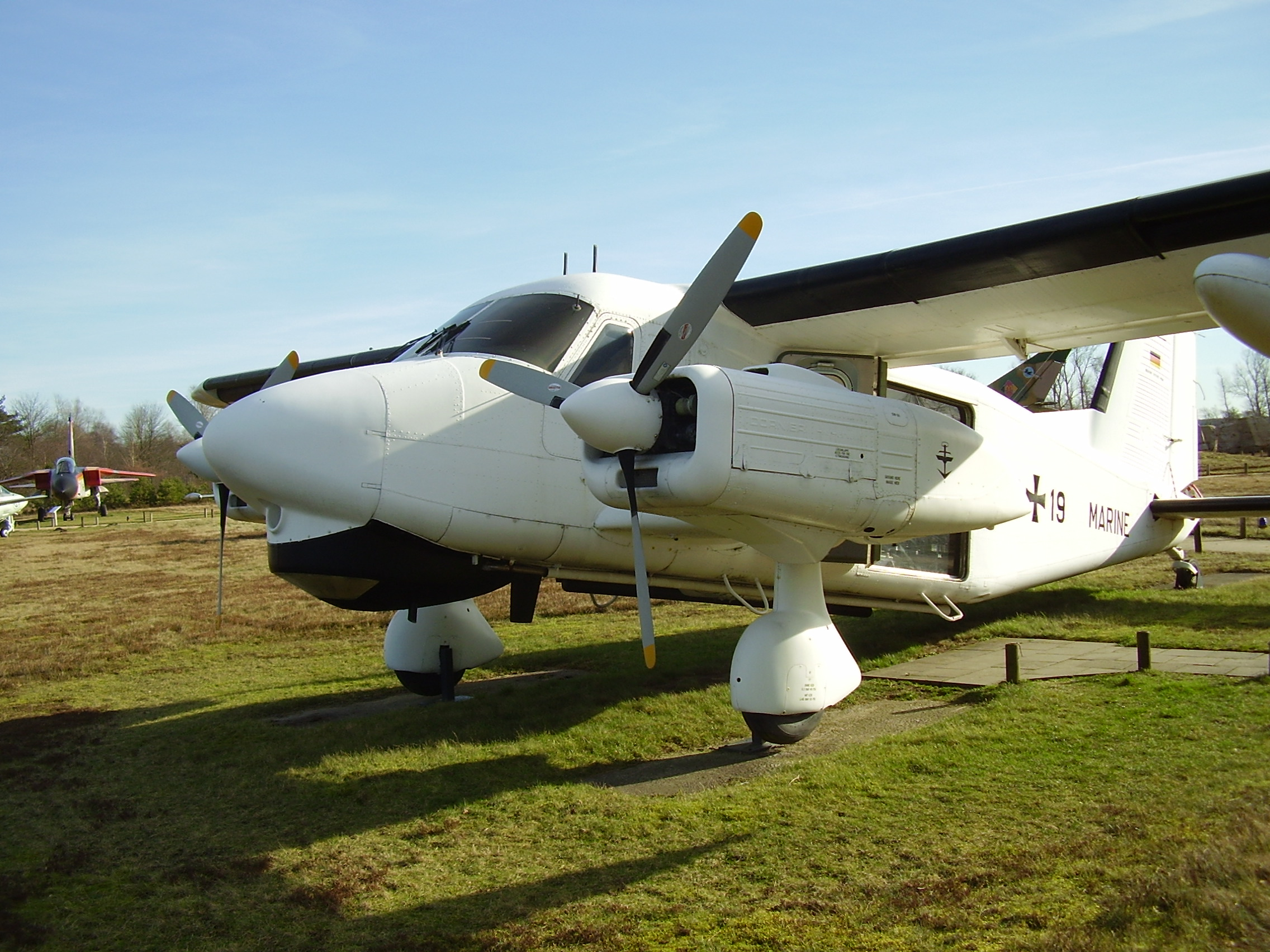
Do28D-2/OU

スカイサーバントの更なる派生型はDo 28D-2/OU (Oil Unit)であった。2機にバルト海と北海の油汚染を監視するためにレーダーとSLAR（側方監視航空レーダー、Side-Looking Airborne Radar）が装備された。白く塗装されたこれらの機体は1984年から1995年まで西ドイツ連邦海軍航空部隊のMFG5飛行隊が西ドイツ運輸省に代わって運用した。この機体は胴体に取り付けられたSLARアンテナと操縦席下のレドームで容易に見分けられる。この2機は1991年に国際連合の指揮下で湾岸戦争の期間にペルシャ湾で数週間活動した。1995年の暮れにこの2機はDo228に交代した。これらのスカイサーバントはノルドホルツの博物館に保存されている。

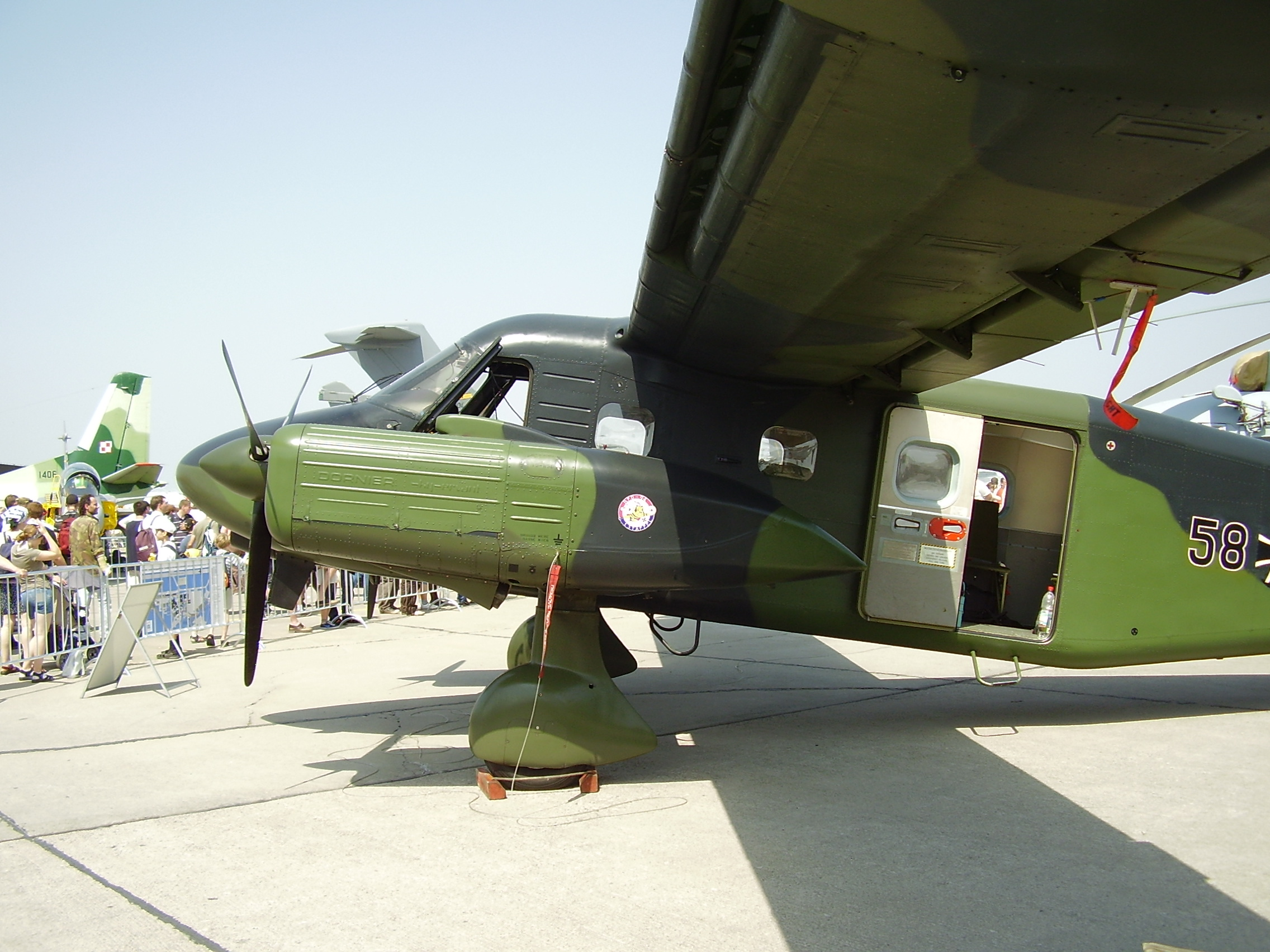

Do 27と似てDo 28は超短距離離着陸（STOL）性能と同様に高い巡航速度を維持でき低スピードでの良好な操縦性という特徴をもっていた。Do 28はその単発の祖先からの正常進化モデルとして容易に受け入れられた。同様のSTOL特性をもった多くの機と共に、生産された多くのDo 28は軍用用途（良く知られるのは西ドイツ連邦軍）に供されたが少数が丈夫で低コストの多用途機として民間で運用された。この機の設計は特筆すべき適応性を有し、オリジナルのD型からD1、D2を経て1980年に導入された128-2型まで数多くの進歩的な派生型が開発された。数多くの改良を施された各派生型は既に持っている多用途特性の発展性を更に広げた。
1997年にハンガリーの技術者アンドレアス・ガル（Andreas Gál）はスカイダイバーの要求に応えるためにD型を基本にして転換型を開発した。ガルはアエロテック･スロバキア(Aerotech Slovakia)社で7機の機体にライカミングピストンエンジンに換えて2基のヴァルター M601-D2ターボプロップエンジンと改良した3枚ブレードのプロペラとスカイダイビング用の装置を取り付けた。CAA（ハンガリー航空局）は簡単にこの換装型に認証を与えたが、エンジンの認証制限のために2007年までJAAの認証は適用されなかった。2008年には全てハンガリー登録の3機がヨーロッパ域内の主にドイツのゾーストとオーストリアのウィーナー・ノイシュタットの降下施設で飛んでいる。

## 運用の歴史

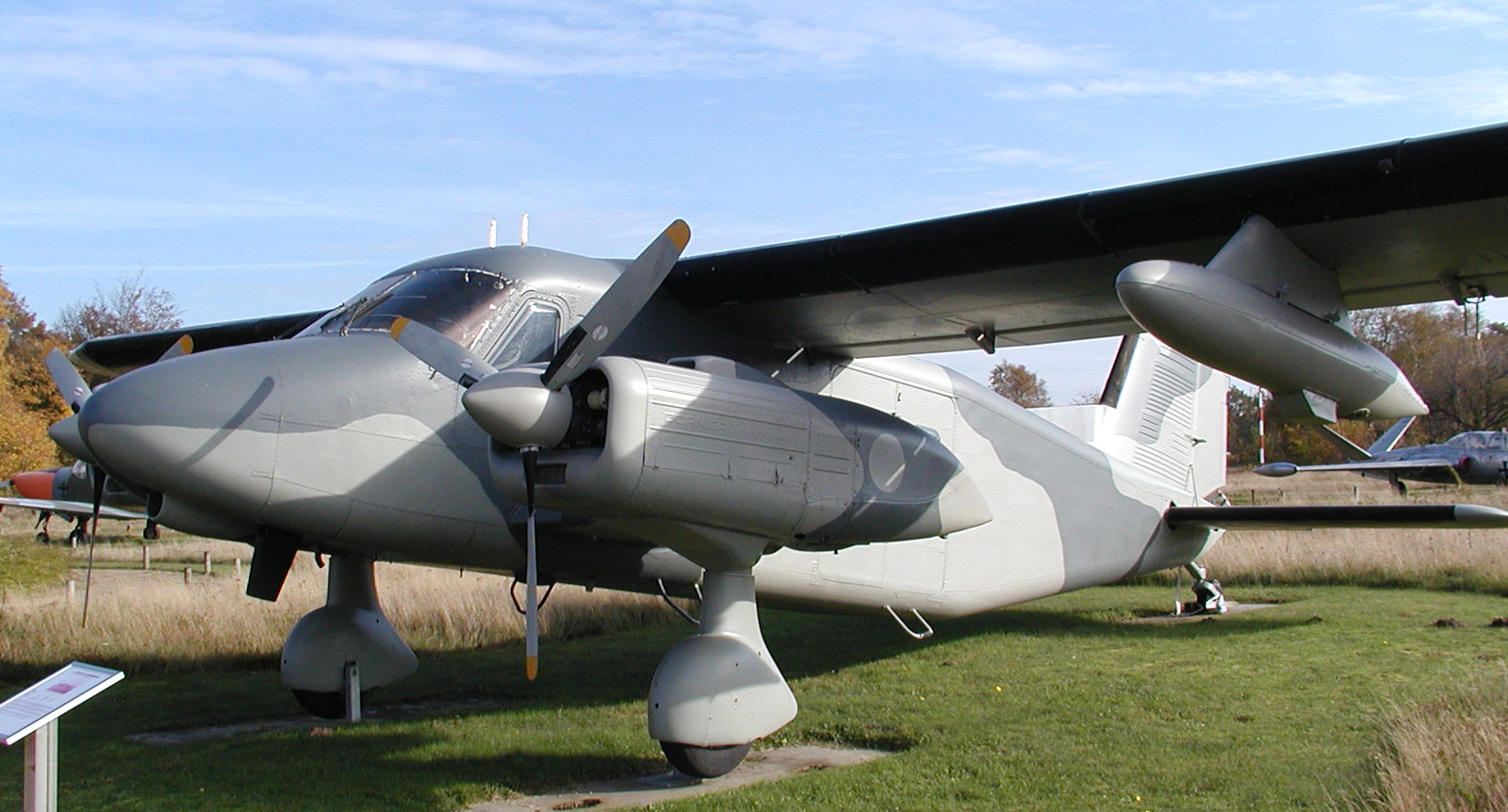
翼下に増加燃料タンク

総計121機のDo 28D-2が1971年から1974年の間にオーベルファッフェンホーフェン（Oberpfaffenhoffen）でドイツ連邦軍向に生産され、軍では老朽化したパーシヴァル ペンブロークを更新した。これらのDo 28の大多数は輸送と連絡任務に充てられ、1994年にDo 228が導入されるまで使用された。20機が西ドイツ連邦海軍航空部隊へ移され、1978年から10機が航続距離を延長するため翼下に増加燃料タンクを取り付けて海洋偵察任務に就いた。（写真参照）
キャビンの高い騒音レベルと振動のため、これらは格段に静かなターボプロップ機のDo 228に交代した。20年にわたるドイツ連邦軍での就役の間で僅か3機のみが事故で失われた。
Do 28Dは世界中30カ国の空を飛び現在も使用されている。150機以上が生産されたスカイサーバントは、ドイツ連邦軍の中では「農民の鷲」と呼ばれて頼りになる軍馬とみなされていた。トルコは通常の輸送機型と同時に「アナドル（Anadolou）」というコードネームのSIGINT任務用の特殊装置を搭載した2機を受領した。

## 派生型

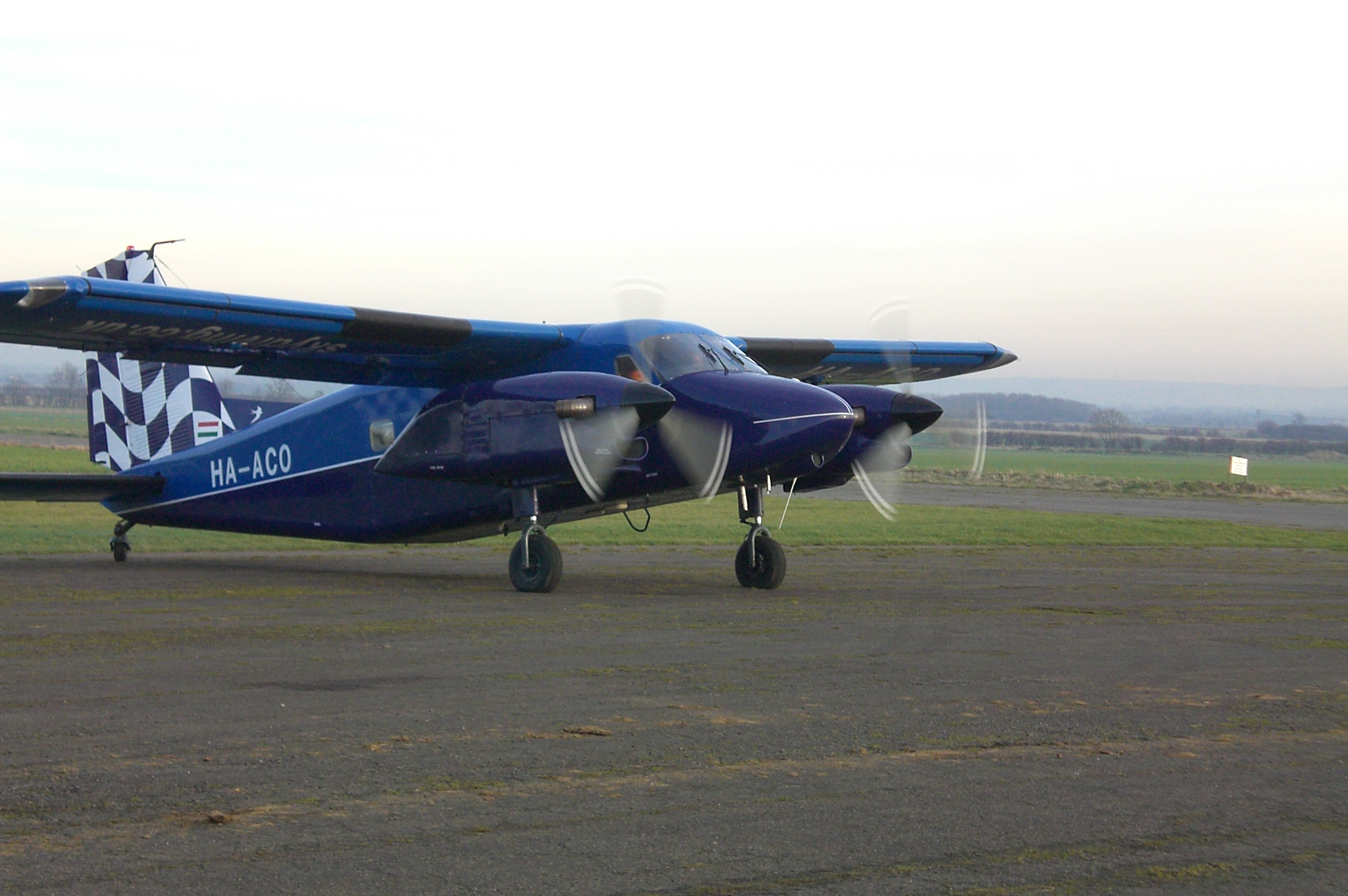
Do28 G.92

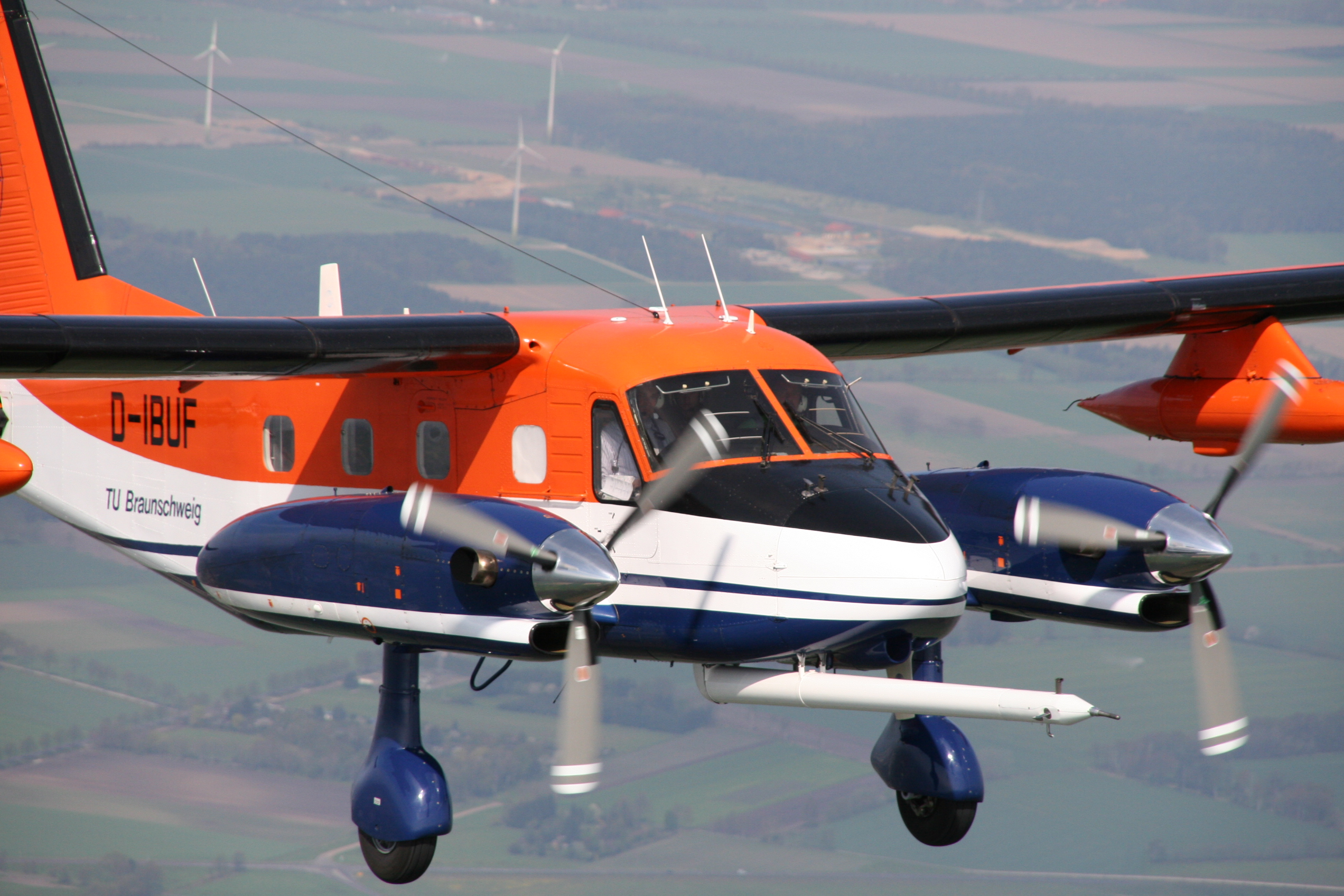
Do 128

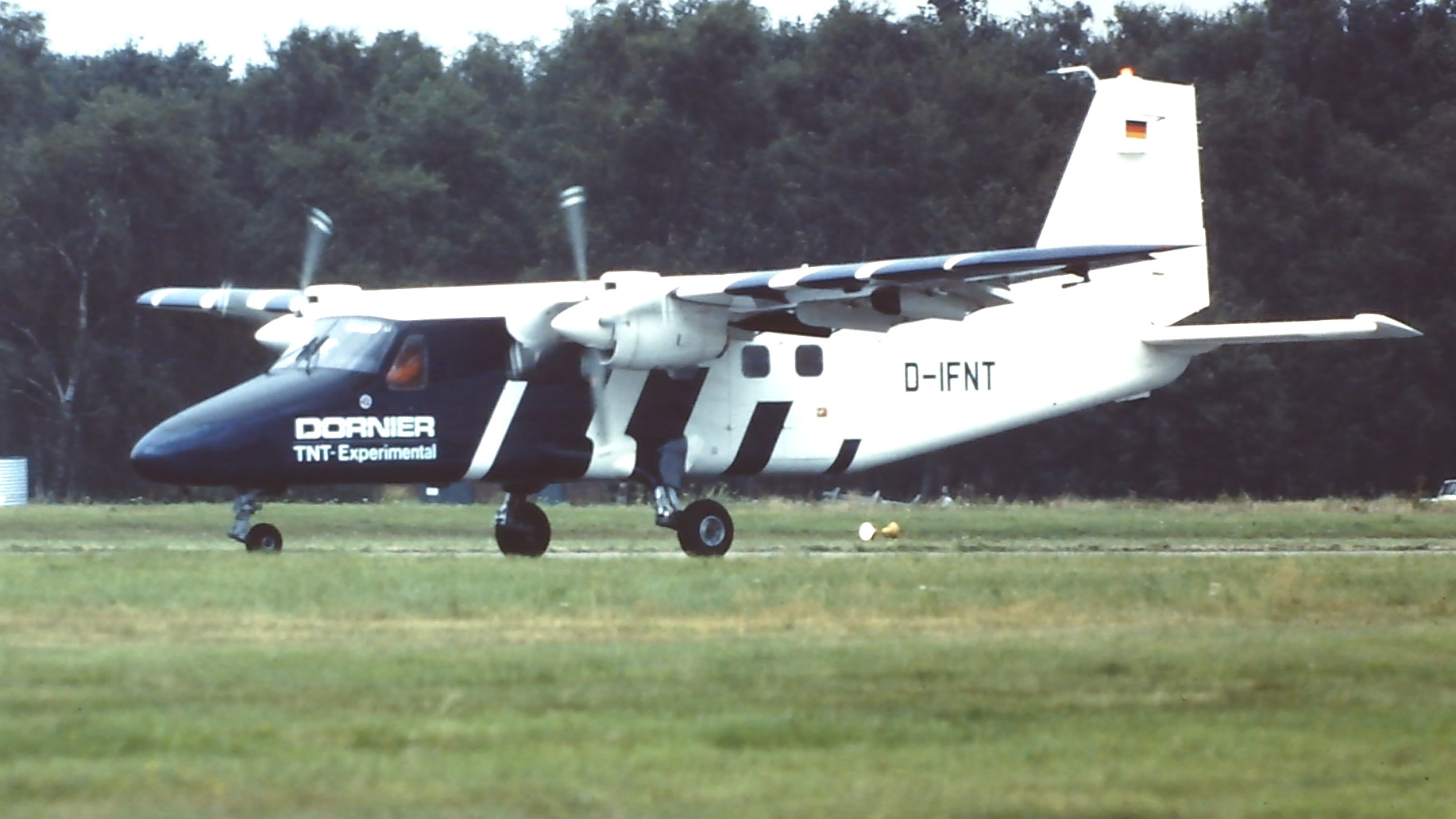
Do 28E-TNT

Do 28
試作機。1959年4月29日初飛行。ライカミングO-360-A1A 180hpエンジン。固定ピッチ2枚ブレードプロペラ。
Do 28A-1
量産型。ライカミングO-540-A1A 250hpエンジン。翼幅を7フィート延長。60機生産。1960年3月20日 オーベルファッフェンホーフェンにて初飛行。内1機は西ドイツ国防大臣フランツ・ヨーゼフ・シュトラウスの専用機として使用。
Do 28A-1-S
アメリカ合衆国ワシントン州シアトルのジョブマスター社（Jobmaster Company）で製作されたDo 27A-1の水上機モデル。
Do 28B-1
Do 28A-1の機首を大型化、増加燃料タンクを設置、尾翼面積を拡大。ライカミングO-540 290hp 燃料噴射エンジン。定速3枚ブレードプロペラ。60機生産。
Do 28B-1-S
アメリカ合衆国ワシントン州シアトルのジョブマスター社（Jobmaster Company）から提案されたDo 28B-1の水上機モデル。
Do 28B-2ターボチャージャー付のライカミングO-540 エンジンを装備したモデル。1機のみ生産。
Do 28C
軸出力530hpのターボプロップエンジン付の8人乗りモデル案。計画のみ。
Do 28D
箱型断面の胴体、拡大された翼、新たな尾部を含む改設計モデル。ライカミングIGSO-540 380hp。7機生産。
Do 28D-1
Do 28Dの量産型。54機生産。
Do 28D-2
胴体を強化し最大離陸重量を増大したモデル。 172機生産。
Do 28D-2/OU
Do 28D を改造して汚染監視用にしたモデル。
Do 28D-2T
1980年に西ドイツ連邦空軍のDo 28D-2に2基のアブコ・ライカミング TIGO-540 ターボチャージャー付きエンジンを搭載したモデル。
Do 28D-5X ターボ スカイサーバント
ライカミング LTP-101-600ターボプロップエンジンを装備した試作機。1機生産。「ターボスカイ」とも。
Do 28D-6X ターボ スカイサーバント
Pratt & Whitney Canada PT6A-110ターボプロップエンジンを装備した試作機。1機生産。後にドルニエ 128-6と改名。
Do 28E-TNT
試験のためにTNT（Tragflügel neuer Technologie）翼を付けたDo 28D。1機生産。1979年に初飛行。
Do 28 G.92
1997年にスロバキアでエンジンを2基のヴァルター M 601-D2 450hp ターボプロップに換装したモデル。スカイダイビング用に使用。7機生産。
Do 128-2
Do 28Dの改良型
Do 128-6
ターボ スカイサーバントの生産型。6機生産。

## 運用

### 軍用
ベナン
- ベナン空軍

 カメルーン
- カメルーン空軍

 ドイツ
- ドイツ海軍
- ドイツ空軍

 ギリシャ
- ギリシャ空軍

 イスラエル

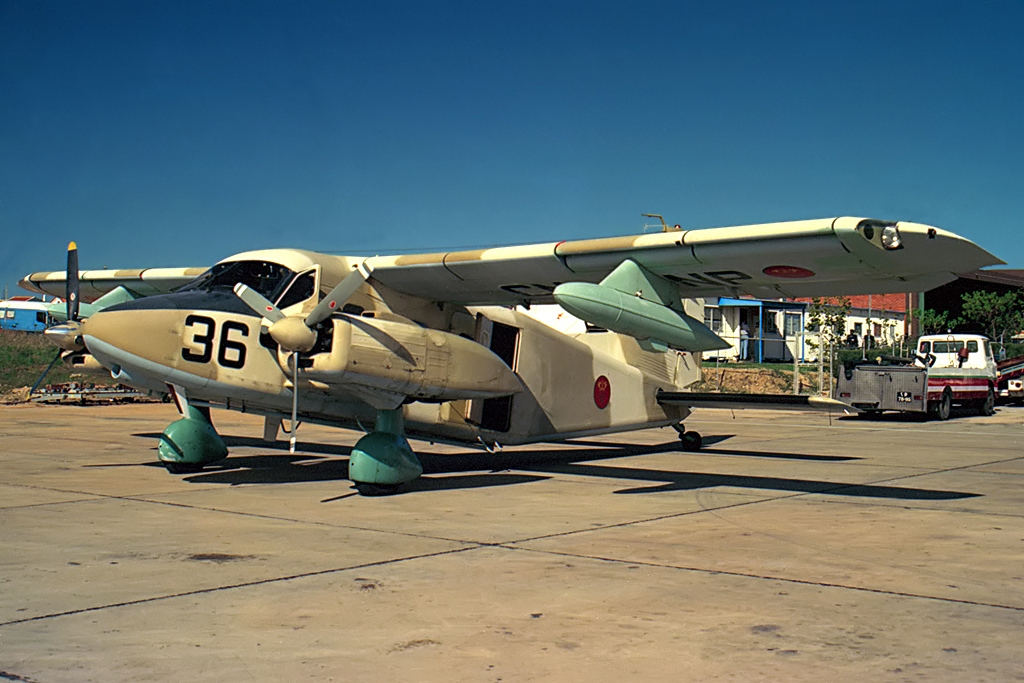
モロッコ空軍のDo28

- イスラエル空軍 - 第100飛行隊で運用された。

 ケニア
- ケニア空軍 - 2024年時点で、6機のDo28を保管中[4]。

 レソト
- レソト 警察航空隊

 マラウイ
- マラウイ陸軍航空隊

 モロッコ
- モロッコ空軍 - 2024年時点で、2機のDo28を保有[5]。

 ニジェール
- ニジェール空軍

 ナイジェリア
- ナイジェリア空軍

 セルビア
- セルビア空軍

 スペイン
- スペイン空軍

 トルコ
- トルコ陸軍航空隊

 ザンビア
- ザンビア空軍

## 要目
（Do 28D-2）
- 全長：11.41 m (37 ft 5 in)
- 全幅：15.55 m (51 ft)
- 全高：3.90 m (12 ft 10 in)
- 翼面積：29.00 m2 (312 ft2)
- 空虚重量：2,328 kg (5,132 lb)
- 最大離陸重量：4,350 kg (8,470 lb)
- エンジン：ライカミング IGSO-540-A1E レシプロエンジン 2基　380hp
- 最大速度：323 km/h (175 knots)
- 巡航速度：306 km/h (165 knots)
- 巡航高度：7,680 m (25,200 ft)
- 航続距離：1,050 km (566 nm)
- 上昇率 : 5.8 m/s (1,160 ft/min)
- 乗員：1名または2名、12名

### 書籍
- Green, William. The Observer's Book Of Aircraft. London. Frederick Warne & Co, Ltd, 1968.
- The Illustrated Encyclopedia of Aircraft (Part Work 1982-1985). London:  Orbis Publishing, 1985.
- The International Institute for Strategic Studies (IISS) (2024) (英語). The Military Balance 2024. Routledge. ISBN 978-1-032-78004-7
- Jackson, Paul A. German Military Aviation 1956-1976. Hinckley, Leicestershire, UK: Midland Counties Publications, 1976. ISBN 0-904597-03-2.